# Municipio de Kane (condado de Pottawattamie)
El municipio de Kane (en inglés: Kane Township) es un municipio ubicado en el condado de Pottawattamie en el estado estadounidense de Iowa. En el año 2010 tenía una población de 53485 habitantes y una densidad poblacional de 1.133,78 personas por km².

## Geografía
El municipio de Kane se encuentra ubicado en las coordenadas 41°15′54″N 95°51′55″O / 41.26500, -95.86528. Según la Oficina del Censo de los Estados Unidos, el municipio tiene una superficie total de 47.17 km², de la cual 45.74 km² corresponden a tierra firme y (3.04%) 1.43 km² es agua.

## Demografía
Según el censo de 2010, había 53485 personas residiendo en el municipio de Kane. La densidad de población era de 1.133,78 hab./km². De los 53485 habitantes, el municipio de Kane estaba compuesto por el 90.6% blancos, el 1.68% eran afroamericanos, el 0.62% eran amerindios, el 0.73% eran asiáticos, el 0.04% eran isleños del Pacífico, el 3.86% eran de otras razas y el 2.47% pertenecían a dos o más razas. Del total de la población el 9.11% eran hispanos o latinos de cualquier raza.